# Стјуарт (Вирџинија)
Стјуарт (енгл. Stuart) град је у америчкој савезној држави Вирџинија. По попису становништва из 2010. у њему је живело 1.408 становника.

## Демографија
Према попису становништва из 2010. у граду је живело 1.408 становника, што је 447 (46,5%) становника више него 2000. године.
| Група             | 2000.       | 2010.         |
| Белци             | 773 (80,4%) | 1.203 (85,4%) |
| Афроамериканци    | 145 (15,1%) | 126 (8,9%)    |
| Азијати           | 0 (0,0%)    | 12 (0,9%)     |
| Хиспаноамериканци | 45 (4,7%)   | 43 (3,1%)     |
| Укупно            | 961         | 1.408         |